# Patrícia Gilvaz
Ana Patrícia Costa Gilvaz (24 de junho de 1997), geralmente conhecida como Patrícia Gilvaz, é advogada e política portuguesa. Atualmente desempenha as funções de deputada na Assembleia da República.

## Biografia
É licenciada em Direito pela Faculdade de Direito da Universidade do Porto, tendo sido presidente da Associação de Estudantes da Faculdade de Direito da Universidade do Porto. Foi ainda advogada estagiária na firma Mendes Ferreira & Associados e deputada na União de Freguesias de Perafita Lavra e Santa Cruz do Bispo.

### Assembleia da República
Patrícia Gilvaz, assumiu o segundo lugar na lista para deputados para as eleições legislativas de 2022 no distrito do Porto. Eleita deputada da nação no dia 30 de janeiro de 2022, tomou posse no dia 29 de março do mesmo ano. Na XV legislatura desempenha as funções de vice-presidente na comissão parlamentar da Defesa Nacional.

#### Comissões Parlamentares
- Comissão de Assuntos Constitucionais, Direitos Liberdades e Garantias [Coordenadora do Grupo Parlamentar]
- Comissão de Defesa Nacional [Vice-Presidente e Coordenadora do Grupo Parlamentar]
- Comissão de Assuntos Europeus [Suplente]
- Comissão de Administração Pública, Ordenamento do Território e Poder Local [Suplente]